# Nou Televisió
Nou Televisió, pronunciado [ˈnɔw televiziˈo] (anteriormente e também conhecido como Canal 9 e Canal Nou — catalão para Nove Televisão e Canal Nove) foi o primeiro canal de televisão público da Comunidade Valenciana. Encerrado às 12:19 do dia 29 de novembro de 2013 devido a uma situação económica desfavorável, foi o único meio de comunicação audiovisual na variedade linguística própria da comunidade desde a sua fundação em 1989.

## História
O Estatuto de Autonomia da Comunidade Valenciana possibilita a criação de uns meios de comunicação social destinados a fomentar a comunicação entre valencianos e a potenciar sua identidade cultural e linguística.
Em julho de 1984 as Cortes aprovaram a Lei de Criação da Radiotelevisió Valenciana, instrumento necessário para levar à prática um dos projectos mais esperados pelos diversos sectores sociais e políticos da Comunidade. No dia 10 de Março de 1987 começaram as obras de infra-estrutura do Centro de Produção de Programas de Canal 9 - Televisió Valenciana, localizado em Burjassot, nos arredores da cidade de Valência, bem como as instalações da Ràdio Nou.
No mês de março de 1988 constituiu-se o Conselho de Administração da RTVV. O Conselho está formado por onze membros designados, segundo a Lei de Criação do Ente, pelas Cortes Valencianas, e a duração de seu mandato coincide com a da legislatura correspondente.
Em abril do mesmo ano, o Conselho de Administração propôs ao Conselho da Generalitat Valenciana a nomeação do primeiro Director Geral do ente.

## Controvérsia
Este canal sofreu críticas, como todas as televisões públicas, pela sua falta de objectividade política, o que motivou uma recomendação do Síndic de Greuges (Defensor do Povo) da Comunidade Valenciana para que se adoptem as medidas necessárias para garantir o cumprimento dos princípios de objectividade, veracidade, imparcialidade e respeito ao pluralismo político.
Além disso, o canal esteve envolvido no Caso Gürtel, ao terem havido diversos contratos irregulares para a visita do Papa a Valência. Pedro García, director geral da RTVV, que teria provavelmente recebido vários presentes, demitiu-se por "motivos pessoais" poucos meses depois de se descobrir o sucedido.
Para além disso, o canal está também a ser duramente criticado pela constante castelhanização (à excepção dos escassos programas de produção própria, toda a sua emissão é em espanhol), como demonstrou um estudo do sindicato CCOO, onde se pode constatar que apenas 43% dos programas se emitem em valenciano.

## Emissão
O canal emite desde o dia 9 de Outubro de 1989 (dia da Comunidade Valenciana), recebendo-se o seu sinal na Comunidade Valenciana, além de algumas zonas da província de Tarragona, Ilhas Baleares, Múrcia, este de Castela-A Mancha e zonas próximas de Teruel. Na Catalunha, Castela-A Mancha e Aragão recebe-se o sinal devido ao fenómeno natural de propagação das ondas, carecendo de repetidores específicos nestes territórios, mas mantendo repetidores em populações próximas aos limites autonómicos. As emissões em Cataluña chegam até El Vendrell, em Aragão quase a Teruel, e perto de Cuenca e Albacete em Castela-A Mancha.